# 시바스바티
시바스바티(Sivasvati)는 서기 1세기 사타바하나 왕이었다. 그는 브라흐만다 푸라나를 제외한 모든 푸라나에 언급되어 있으며, 28년 동안 통치했다고 전해진다.
시바스바티의 통치 기간 동안 서사트라프가 북부 마하라슈트라와 비다르바를 침공하여 푸네와 나시크 지구를 점령했으며, 이로 인해 사타바하나 왕조는 수도 준나르를 버리고 아우랑가바드 근처의 프라스티스타나(현대 파이탄)로 이동해야 했다.
그의 왕비는 아마도 나시크 석굴의 비문에 석굴 3호의 기증자이자 가우타미푸트라 사타카르니의 어머니로 나타나는 가우타미 발라슈리였을 것이다.
시바스바티는 나시크 비문에서 "사카족, 야바나족, 파흘라바족을 멸망시킨 자; 카카라타족을 뿌리뽑은 자; 사타바하나 가문의 영광을 되찾은 자"라고 언급된 유명한 가우타미푸트라 사타카르니의 아버지였을 것이다.

## 서지
Rao (1994), 《History and Culture of Andhra Pradesh: from The Earliest Times To the Present Day》, Sterling Publishers, ISBN 81-207-1719-8